# Acropora efflorescens
Acropora efflorescens е вид корал от семейство Acroporidae.

## Разпространение и местообитание
Видът е разпространен в Австралия, Британска индоокеанска територия, Вануату, Индия, Индонезия, Малайзия, Малдиви, Мианмар, Нова Каледония, Папуа Нова Гвинея, Провинции в КНР, Сингапур, Соломонови острови, Тайван, Тайланд, Филипини, Шри Ланка и Япония.
Обитава океани, морета и рифове в райони с тропически климат.

## Описание
Популацията на вида е намаляваща.